# 南美洲地理

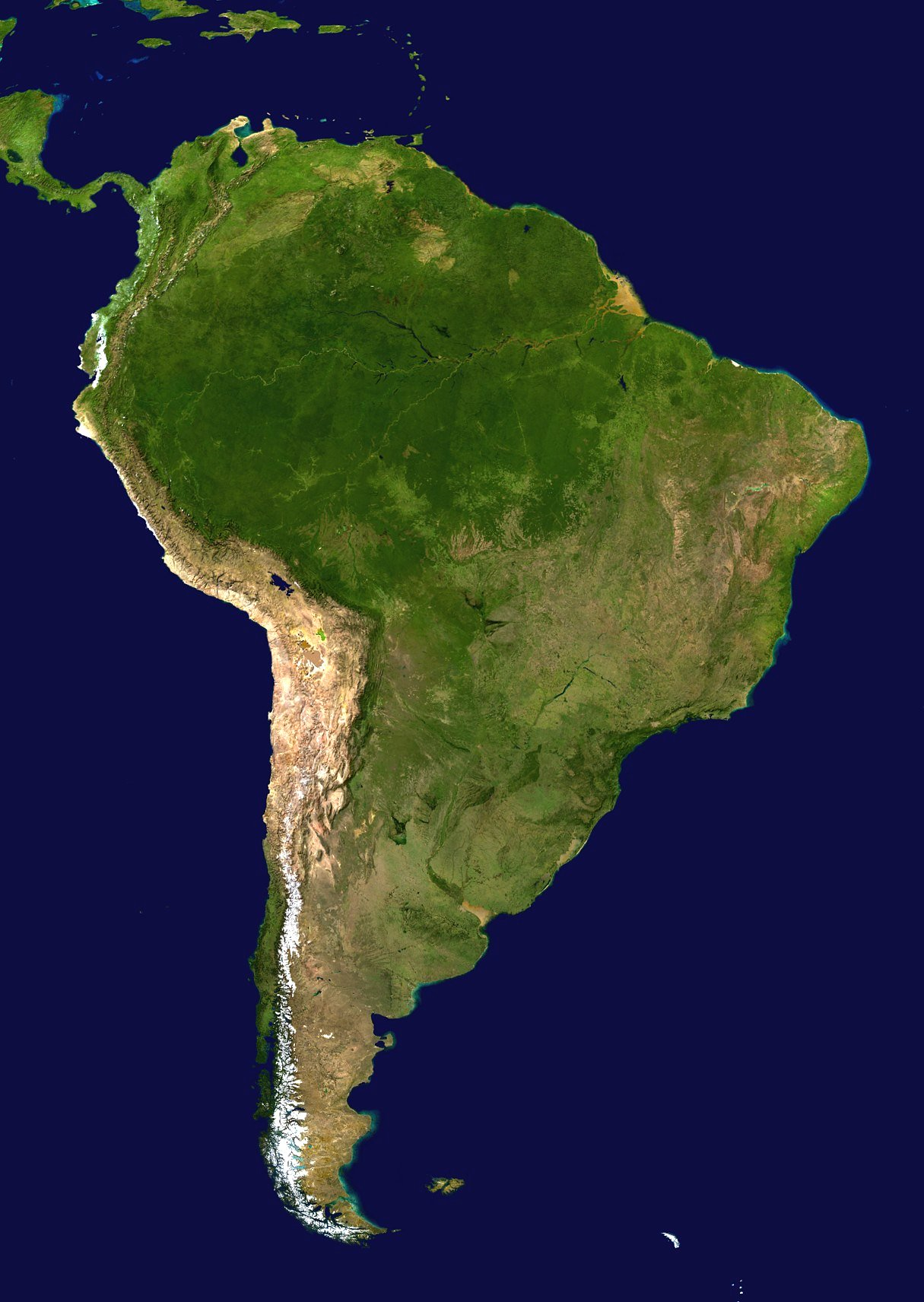
這張南美洲地理環境的衛星照片很詳細的顯示了山脈、半島、島嶼以及乾旱與寒冷的地區。

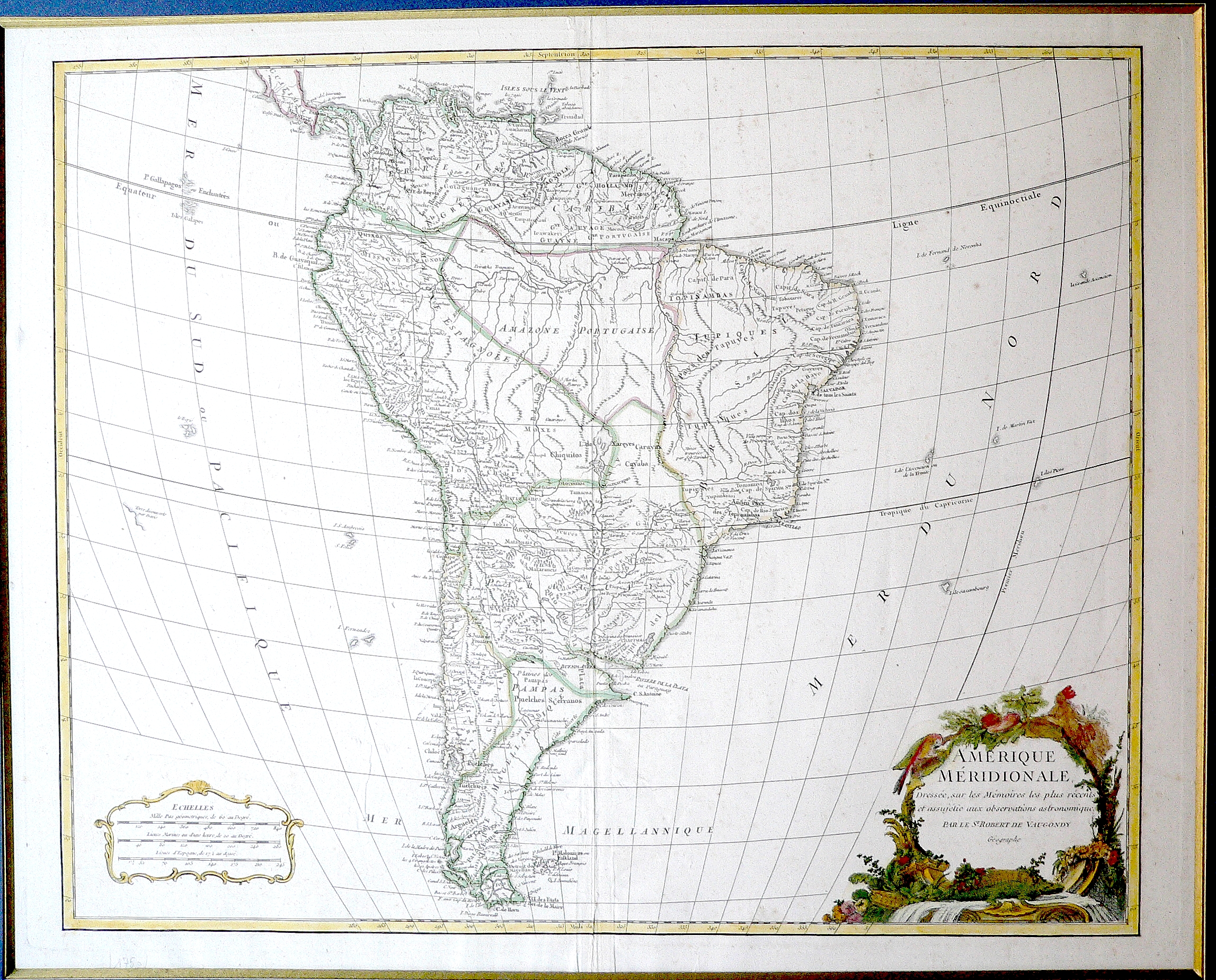
南美洲地圖

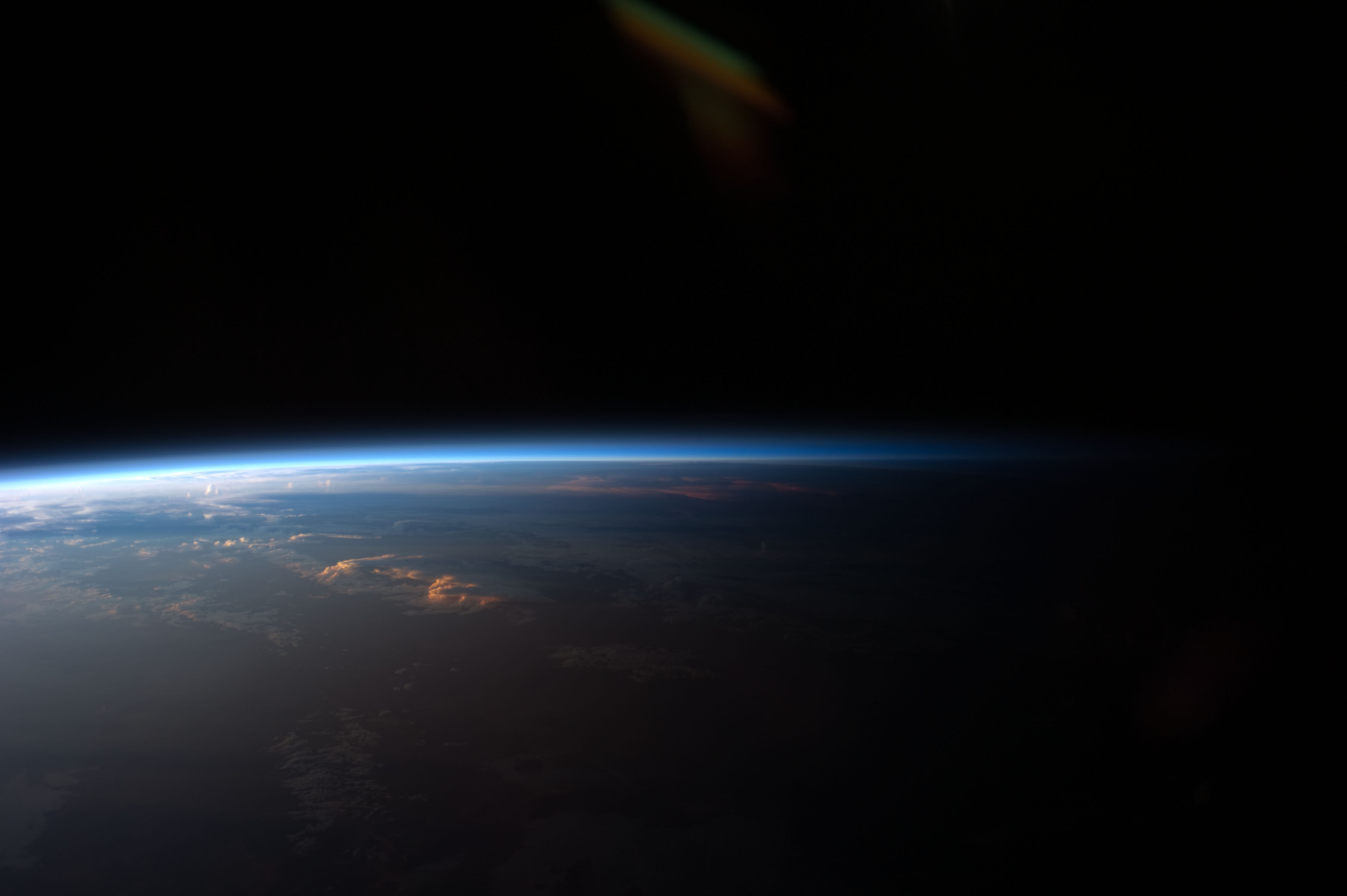
太空看西南美洲日落

南美洲地形包括多種地區及氣候。根據地形划分，南美洲是一個形成南部美洲的洲，以巴拿馬和哥倫比亞的國界或巴拿馬運河作為與北美洲分開的洲界。有時候南北美洲也會被當作為同一個洲。在地理政治和地理上，整個巴拿馬，包括巴拿馬運河以東南，也應納入北美洲範圍。
南美洲與北美洲的接合發生於約四百萬年前，導致大阿美利加易位事件發生。年輕但又處於地震帶的安地斯山脈，位於南美洲的西岸。而安地斯山脈以東則是大片雨林—亞馬遜河流域。南美洲亦有乾旱地區如巴塔哥尼亞沙漠和阿他加馬沙漠。
南美洲亦包括一些島嶼，主要屬於南美洲主權國家。注意，加勒比海域及其島嶼是屬於北美洲的。

## 位置及面积

### 位置
大部分位於南半球，僅委內瑞拉、蘇利南、蓋亞那、法屬圭亞那全境和哥倫比亞大多數領土以及厄瓜多、巴西小部分位於北半球。

#### 相對位置
北臨加勒比海，西瀕太平洋，南面隔德雷克海峽望南極洲，東臨大西洋。

#### 面積
面積17,840,000平方公里（包括附屬島嶼），約佔世界陸地總面積的11.8%，大於大洋洲、南極洲和歐洲，是世界第四大洲。

## 地形學與地質學
南美洲擁有多樣化的地形，有綿長高聳的褶曲山脈、古老的結晶高地、河流沖積的平原及盆地。摺曲山脈從墨西哥高原延伸至安地斯山脈；古老的結晶岩層則位於巴西高原、圭亞那高地。河流沖積的平原有奧利諾科盆地等等。
南美洲的地形構造常常被喻為一個碗，因為南美洲受高山圍繞，中間部份卻凹陷。自太平洋到大西洋主要有三個分區，分別是西方的安地斯山脈，中央平原和東方的巴西高原及圭亞那高原。

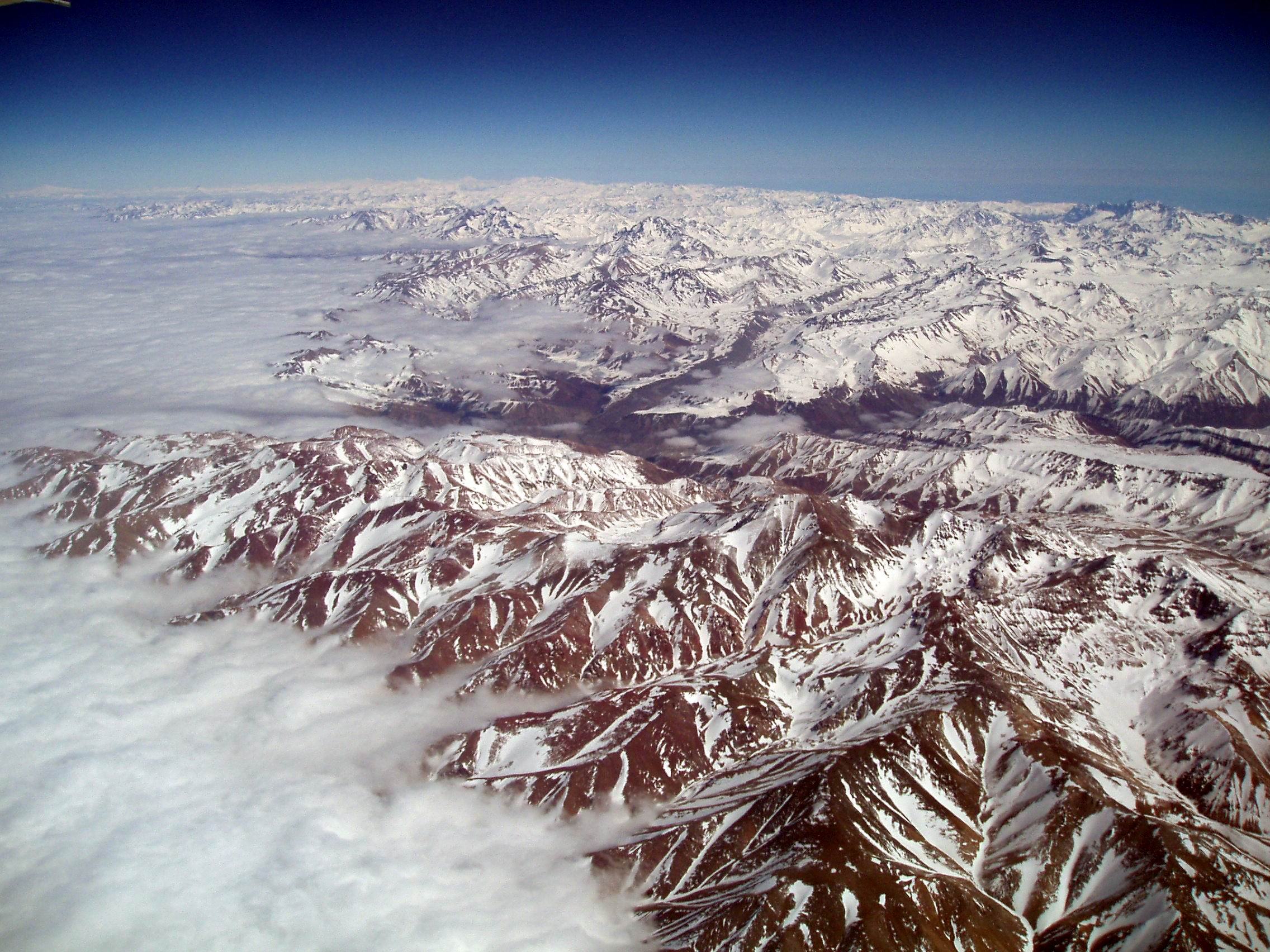
安地斯山脈

安地斯山脈是一個新生代形成的山脈，南北長6400公里，於三百萬年前因太平洋版塊和南美洲版塊碰撞而形成（現在仍然碰撞中）。於中北部的安地斯山脈比較闊，包括一些高原如阿爾蒂普拉諾高原和一些主要山谷。在此包含了世界上三個最高首都之一：波哥大、基多和這些之之最高的首都，波利維亞首都拉巴斯。而南安地斯山脈則被巴塔哥尼亞冰層侵蝕而比北部低很多。.在北部，冰河很易被發現。但由19°S至27°S間，沒有冰能於山頂形成。安地斯山脈中北部高但南部低。

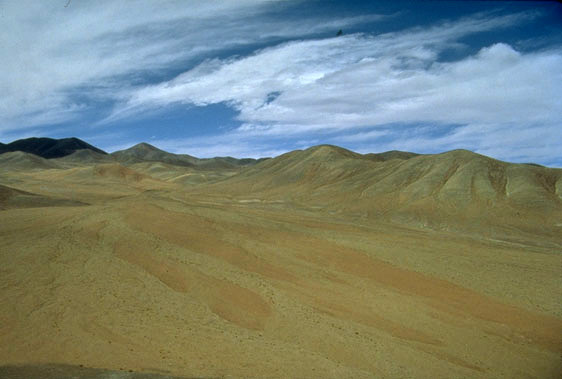
阿塔卡馬沙漠

而在南美洲西岸的氣候則造成強烈的對比。其中包括世上兩大最潮濕地點和南智利的阿他加馬沙漠—世界上最乾旱的沙漠。阿他加馬沙漠又被秘魯寒流和上升流冷卻並帶來豐富的漁獲。
因安地斯山脈侵蝕而形成的肥沃土地維持了南美洲前地理大發現的唯—文明—印加帝國。這些地區正是主要農耕地區。阿他加馬包括很多稀有礦物如銅和錫等。阿他加馬也能開採硝酸鹽。秘魯中的東安地斯山脈是最重要的生物多樣性重點，擁有獨特的森林成為全球最大雨林的邊疆—亞馬遜雨林。
東安地斯山脈是個大平原包含一些河流，當中包括亞馬遜河與巴拉那河其餘主要河流包括奧里諾科河，擁有一條自然河流與亞馬遜河連結。
大部份中部平原擁有稀少人口，因為土壤不適合耕作，但南方是極肥沃的阿根廷潘帕斯草原，世界食物主生產地之一。這裡主要生產小麥和牛產品而植物也分為北方熱帶的稀樹大草原種和南方南美大草原或亞馬遜河流域的熱帶雨林。人們致力發展農業，但卻失敗，全因當地的土壤問題。

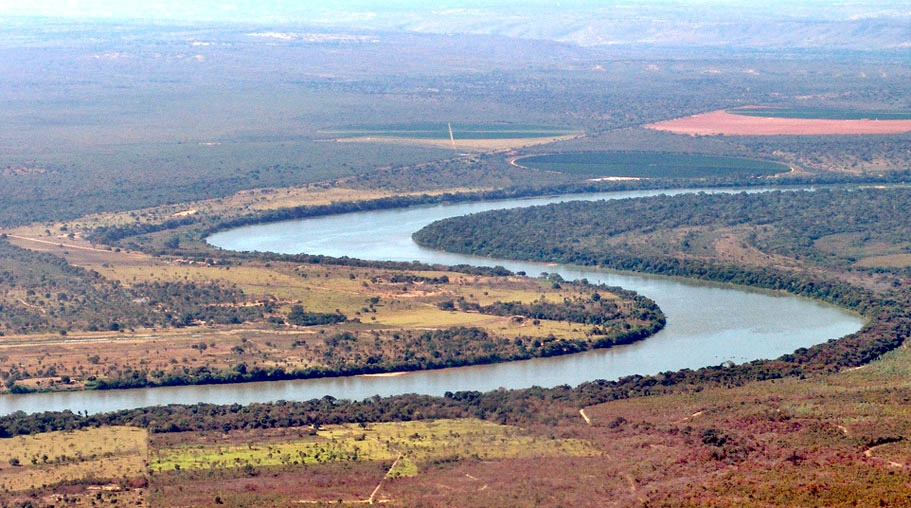
南美洲的河流

東部高原則比安地斯山脈年老，表面高低不平，尤以北部南美洲平頂山為顯著。而亞馬遜河則於東部高原割開了一個大山谷,而再東面是較低的高原，如巴西東南部。而這塊地以東就是肥沃土地的土地，曾經是獨特的大西洋雨林，擁有很多於亞馬遜雨林沒有的物種，現在成了甘蔗中心。再往南，這裡主要種植咖啡,而聖保羅則因其經濟成為此區的核心。
於巴西和烏拉圭疆界附近，地勢由巴西高原到烏拉圭低地。
阿根廷的東安地斯山脈，有些表面高低不平，乾旱的山丘。阿根廷巴塔哥尼亞是個古生代形成的高原，現被由安地斯山脈的河流切割。

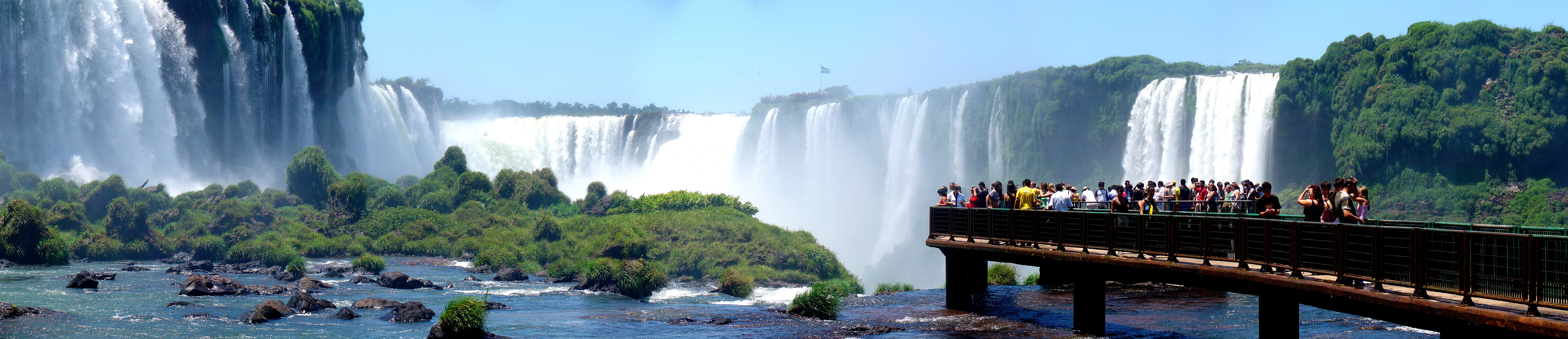
伊瓜苏瀑布.

### 亞馬遜盆地

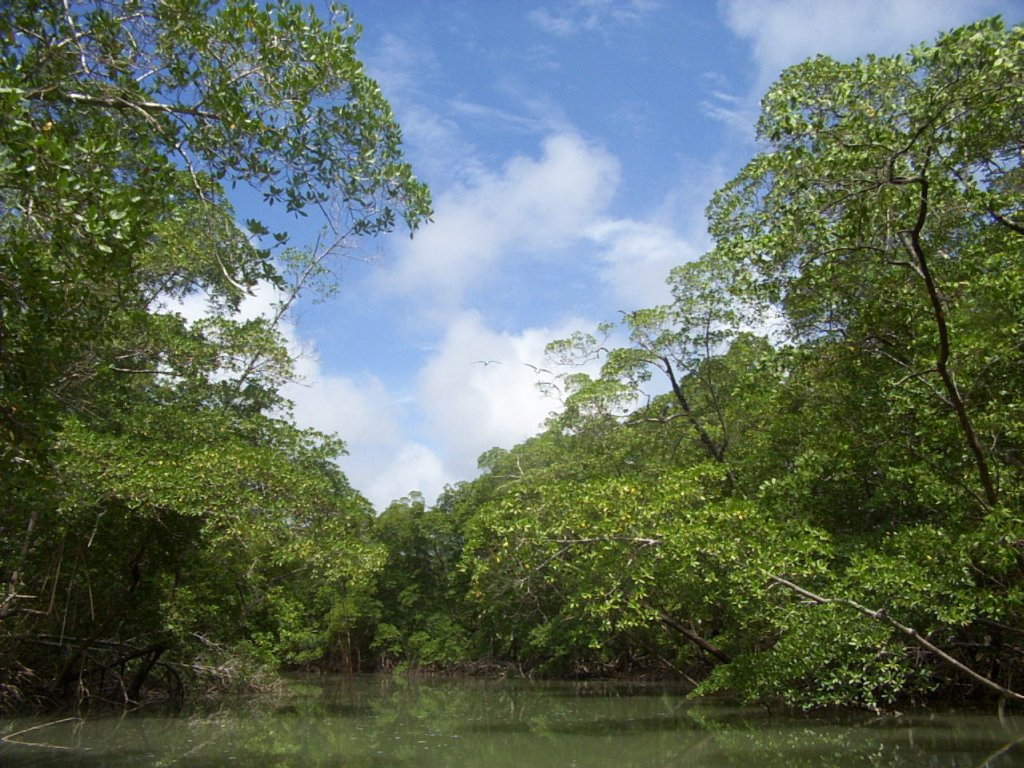
流經亞馬遜熱帶雨林的河流

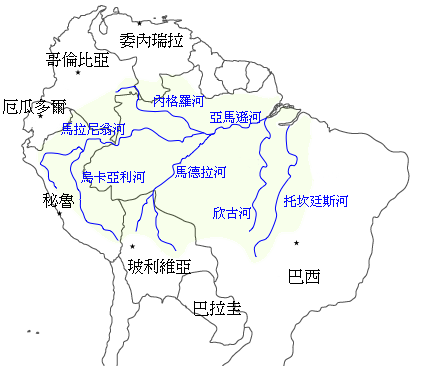
亞馬遜盆地

亞馬遜盆地由亞馬遜河沖積而成，屬於熱帶雨林氣候，不適人居，亦不合適耕作，其中包含世界最大的熱帶雨林—亞馬遜雨林。

### 冰川地貌
- 冰川中心

南美洲主要冰川在安地斯山脈南部。
- 冰川對南美洲地形的影響

南安地斯山脈因冰川侵蝕而比中北安地斯山脈低。

### 地形區
1. 東部高原
2. 中部平原
3. 西部山脈（安地斯山脈）

### 海陸地形列表

#### 半島
- 瓦爾德斯半島

#### 島嶼
- 福克蘭群島
- 大火地島
- 火地群島
- 馬拉若島
- 古魯帕島
- 圖皮南巴拉納島
- 巴納納爾島
- 聖安德列斯-普羅維登西亞和聖卡塔利娜群島省
- 馬爾佩洛島
- 喬諾斯群島
- 奇洛埃島
- 克拉倫斯島
- 列斯科島
- 合恩島
- 塞拉諾島
- 奇洛埃群島
- 奧斯特島
- 巴塔哥尼亞群島
- 庫普塔納島
- 德索拉西翁島
- 戈登島
- 曼塞拉島
- 特賴根島
- 瓜佛島
- 瓜雷略島
- 納瓦里諾島
- 聖伊內斯島
- 胡安·費爾南德斯群島
- 萊穆伊島
- 道森島
- 金查奧島
- 馬德雷德迪奧斯島
- 科隆群島
- 普納島
- 聖克里斯托巴爾島
- 瑪格麗塔島
- 布蘭基亞島
- 馬爾維納斯群島

#### 重要海峽
- 海峽

德雷克海峽、麥哲倫海峽

### 常態地形列表

#### 山地
主要山脈：
- 安第斯山脈

#### 平原
亞馬遜平原、奧里諾科平原、拉普拉塔平原、彭巴草原

#### 高原
巴塔哥尼亞高原、巴西高原、圭亞那高原、巴拉那高原

### 氣候類型
北部：熱帶濕潤氣候、熱帶濕潤和乾旱氣候和半乾旱或草原氣候
西部：熱帶濕潤和乾旱氣候、濕潤大陸性氣候、亞熱帶氣候和高山氣候
東部：熱帶濕潤氣候、荒漠氣候、熱帶濕潤和乾旱氣候和濕潤性亞熱帶氣候
南部：濕潤性亞熱帶氣候、半乾旱或草原氣候、荒漠氣候、海洋性氣候、高山氣候和亞熱帶氣候

### 植被分佈
北部：熱帶草原和熱帶雨林
西部：半荒漠和荒漠植被、高山植被
東部：熱帶草原和熱帶雨林
南部：半荒漠和荒漠植被、溫帶草原、地中海植被、溫帶落葉林和混合林

### 水文

#### 河流
1. 注入大西洋的水系：阿馬遜河、馬德拉河、托肯丁斯河、巴拉那河、雅普拉河、內格羅河、申古河、聖佛蘭西斯科河、馬拉龍河、烏開雅利河、沙拉索河
2. 注入加勒比海的水系：奧利諾科河
3. 注入太平洋的水系：

#### 湖泊
- 的的喀喀湖

### 礦產
- 石油
- 天然氣
- 煤
- 銅
- 錫

## 氣候

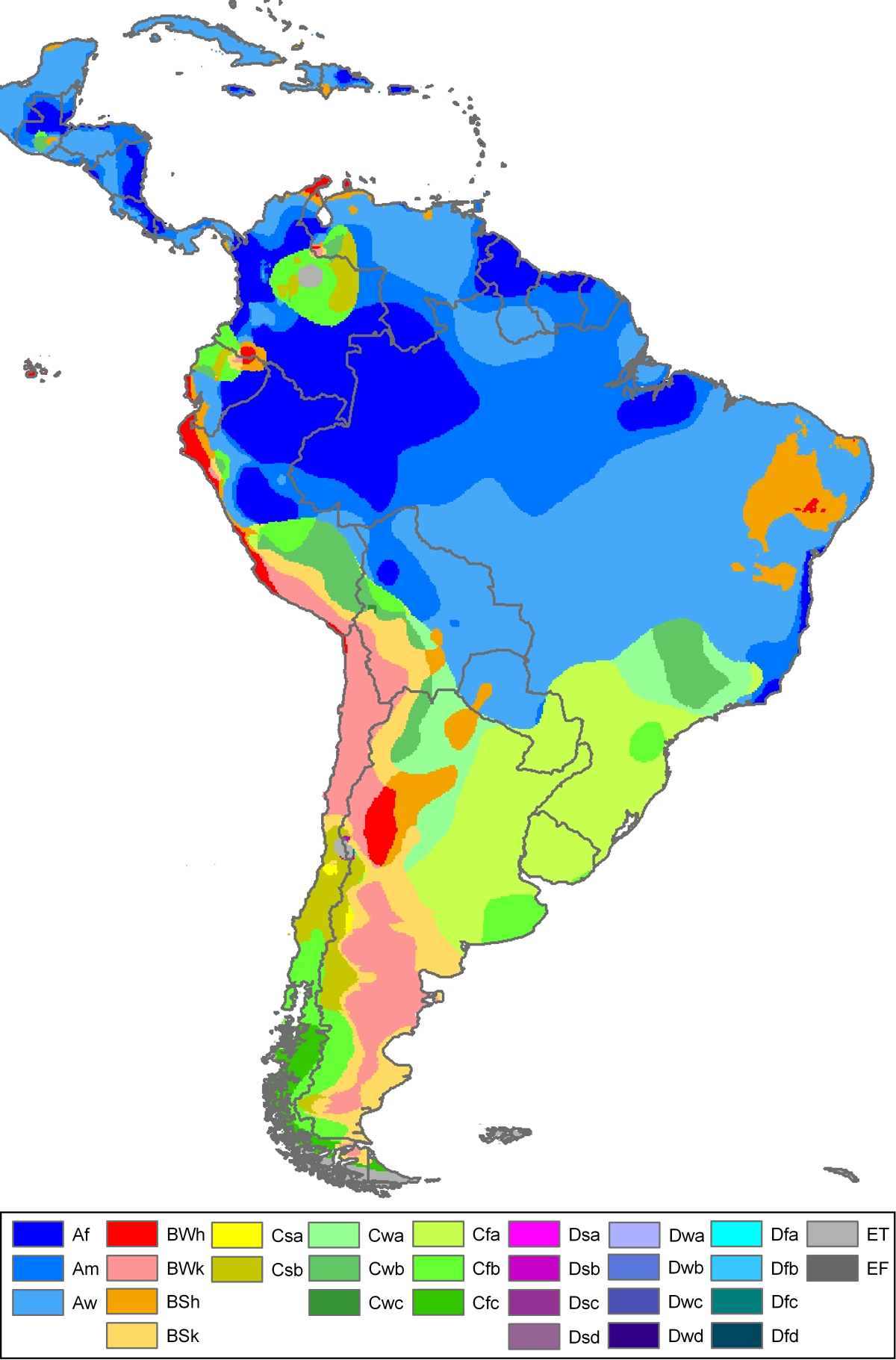
南美洲柯本氣候分類法地圖

南美洲最寬廣的地區接近赤道，溫帶陸地面積較小，以致溫帶範圍小、熱帶範圍大。
南美洲氣候位於 哈德利环流中。在其上空個垂直對流 名為信風。由於這些垂直對流減慢了水平對流和令之上升，從而形成降雨 。垂直對流也造成一個由低大氣層到對流層 的熱能和水的淨輸出。 這個地區被稱為熱帶輻合帶 。雖然海洋熱帶輻合帶比陸地熱帶輻合帶穩定得多，熱帶輻合帶仍位於最高日曬地區的中心。
在太平洋地區，熱帶輻合帶發展得很清晰，而熱帶輻合帶的空間擴展於3月到5月達到最接近赤道 的位置，並於8月極限地擴展了10º–15ºN。雖然某些假說被提出，現在仍沒有熱帶輻合帶形成和變化的廣義理論存在。 一些學說指出於赤道地有一個或以上的大氣組織，而其他熱帶輻合帶定位則依靠埃克曼層提供濕氣。

## 國家與地區
在南美洲領土最大，人口最多的是巴西。除巴西外南美洲的分區還包括安地斯地區、圭亞那地區、和南錐體地區。
| 地區名稱, 包括國旗                      | 領土 (km²) | 人口 (2009年7月估算) | 人口密度 (per km²) | 首都           |
| --------------------------------------- | ---------- | -------------------- | ------------------ | -------------- |
| 阿根廷                                  | 2,766,890  | 40,913,584           | 14.8               | 布宜諾斯艾利斯 |
| 玻利維亞                                | 1,098,580  | 9,775,246            | 8.9                | 拉巴斯，蘇克雷 |
| 巴西                                    | 8,511,965  | 198,739,269          | 23.3               | 巴西利亞       |
| 智利                                    | 756,950    | 16,601,707           | 21.9               | 聖地亞哥       |
| 哥倫比亞                                | 1,138,910  | 45,644,023           | 40.1               | 波哥大         |
| 厄瓜多爾                                | 283,560    | 14,573,101           | 51.4               | 基多           |
| 福克蘭群島 (英國海外領土)               | 12,173     | 3,140                | 0.26               | 阿根廷港       |
| 法屬圭亞那 (法國海外領土)               | 83,534     | 221,500              | 2.7                | 開雲           |
| 圭亞那                                  | 214,970    | 772,298              | 3.6                | 喬治敦         |
| 巴拉圭                                  | 406,750    | 6,995,655            | 17.2               | 亞松森         |
| 秘魯                                    | 1,285,220  | 29,546,963           | 23.0               | 利馬           |
| 南喬治亞島與南桑威奇群島 (英國海外領土) | 3,903      | 0                    | 0                  | 古利德維肯     |
| 蘇里南                                  | 163,270    | 481,267              | 2.9                | 帕拉馬里博     |
| 烏拉圭                                  | 176,220    | 3,494,382            | 19.8               | 蒙得維的亞     |
| 委內瑞拉                                | 912,050    | 26,814,843           | 29.4               | 加拉加斯       |